# Пост № 1 (Курск)
Юнармейский Пост № 1 города Курска у Вечного Огня и Обелиска Славы на мемориале «Памяти павших в годы Великой Отечественной войны» 1941—1945 гг. — центр военно-патриотического воспитания молодёжи.

## История

### Советские времена
Пост № 1 был создан в Курске в соответствии с постановлением бюро Курского горкома КПСС, горисполкома и горкома ВЛКСМ от 26 октября 1983 года. В ноябре 1983 года был назначен первый начальник Поста № 1. Им стал подполковник запаса Николай Павлович Осадчий.
9 мая 1984 года на Мемориале состоялся торжественный митинг, посвящённый открытию комсомольско-пионерского Поста № 1 города Курска. В этот день в Почётном карауле находились юнармейские отряды школ № 6, 27, 36 и 43, отобранных в ходе конкурса. В ходе митинга ветеран Великой Отечественной войны, комиссар Первой Курской партизанской бригады Андрей Дмитриевич Федосюткин вручил Красное Знамя Поста № 1 начальнику Поста Николаю Осадчему. Знамя приняла знамённая группа в составе ученика 43 школы Валерия Цуканова (знаменосец), ученицы школы 27 Натальи Лукъянчиковой и ученицы школы 36 Натальи Бибик (ассистенты).
Первым Почётным часовым Поста № 1 стал пионер Стасик Меркулов, погибший 2 ноября 1941 при обороне города Курска.

### 1990-е годы
В 90-е годы неоднократно поднимался о закрытии Поста № 1. Но курский Пост не приостанавливал работу ни на один день.
В апреле 1995 года в Курске создан «Городской патриотический центр», директором которого был назначен майор запаса Анатолий Николаевич Родимов, а в 2000 году Центр переименован в «Детско-юношеский центр имени Н. Г. Преснякова». В составе Центра Пост № 1 проработал 17 лет.

### XXI век
Почётную Вахту Памяти несут учащиеся школ, лицеев и гимназий города. Каждое учебное заведение стоит на Посту 7 дней.
С 15 октября 2013 года в результате реорганизации Детско-юношеский центр имени Н. Г. Преснякова присоединён к Дворцу пионеров и школьников г. Курска, а имя ветерана Великой Отечественной войны Н. Г. Преснякова присвоено отряду «Память» Поста № 1.
За активную работу по организации патриотического воспитания детей и подростков Пост № 1 в 2003 году был награждён грамотой Правительства Российской Федерации, в 2007 году получил благодарственное письмо Всероссийского общественного движения «Боевое братство», в 2011 году стал победителем в номинации «Сохранение патриотических традиций» конкурса общественного признания «Человек года-2010».

## Символы Юнармейского Поста № 1 города Курска
Знамя Поста № 1 современного образца представляет собой двустороннее бархатное полотнище. На лицевой стороне полотнища изображён Орден Отечественной Войны I степени, которым награждён город Курск. Слева и справа от него золотом вышито 1941 и 1945.